# Гаринча
Мане (съкратено от Мануел) Гаринча (на португалски: Mané Garrincha), е прякорът на Мануел Франсишку душ Сантош (Manuel Francisco dos Santos) – бразилски футболист, смятан за един от най-великите играчи в историята на футбола. „Гаринча“ на португалски означава птичка. Става прочут с уникалния си дрибъл с топката.

## Биография
Гаринча е роден в градчето Пау Гранде на община Маже, от шести район на метрополията Рио де Жанейро, в щат Рио де Жанейро. Краката му са увредени по рождение. Левият му крак е с шест сантиметра по-къс от десния. Известен е с прозвищата „Радостта на народа“ (A Alegria do Povo) и „Кривокракият ангел“ (O Anjo de Pernas Tortas). Гаринча умира като забравен и беден герой на 49 години, съсипан от алкохол и дългове.

## Кариера
Още когато е на 18, той е считан за един от най-големите таланти на своята родина. Заради невероятната си бързина и магически дрибъл Гаринча е сравняван с имена като Нилтон Сантос – един от най-именитите и почитани защитници на Селесао от далечното минало.
Първият професионален договор на Гаринча е сключен през 1953 г. с „Ботафого“. Бележи хеттрик при дебюта си на 19 юли 1953 г. срещу отбора на Бонсукесо. Гаринча помага на „Ботафого“ да спечели шампионата на Бразилия през 1957 г., след като отбелязва 20 гола в 26 мача. След доброто си представяне на клубно ниво, Гаринча не остава незабелязан от тогавашния треньор на „кариоките“ Висенте Феола и е част от националния отбор на Бразилия, покорил световния връх през 1958 г. в Швеция. В „Ботафого“ Гаринча прекарва цели 12 години, като в периода от 1953 – 1965 г. отбелязва 232 гола в 581 мача и така се превръща в символ на гранда от Рио де Жанейро.
През 1966 г. Гаринча е продаден на „Коринтианс“. След двегодишен престой заиграва за колумбийския „Атлетико Хуниор“. След кратък престой в Колумбия Гаринча се завръща в родината, като подписва с „Фламенго“, където играе до 1969 г. Последният му отбор е „Олария“ от Рио де Жанеро. Там има 8 мача, няма отбелязани голове. Бенефисният мач на Гаринча е на 19 декември 1973 г. на стадион „Маракана“ между отбор на света и Бразилия пред 131 хил. зрители.

### Световни първенства
Гаринча участва на три световни първенства.
В Швеция 1958 г. има 4 мача, няма голове, световен шампион.
В Чили 1962 г. участва във всички 6 мача. Има 4 гола – 2 гола срещу Англия на четвъртфинал и 2 гола срещу домакина Чили на полуфинал, световен шампион.
В Англия 1966 г. има 2 мача в предварителната група. Отбелязва 1 гол срещу България от пряк свободен удар. В третия мач срещу Португалия не участва. Голът срещу България е последният гол с националния отбор на Гаринча. Следващият мач срещу Унгария е последният му мач в националния отбор. В този мач Пеле не участва и по този начин Бразилия няма загуба, когато Пеле и Гаринча са едновременно на терена. През 1966 г. отборът на Бразилия отпада в предварителната група.

### Игрови характеристики
Гаринча става прочут със своя дрибъл и финтове. Често е наричан Краля на финта. Също много добър при изпълнение на статични положения. „Пеле бе атлет, а Гаринча бе художник“, отбелязва журналистът Армандо Ногейра. Без да се съобразява особено с треньорските указания, с неособено добра дисциплина и лековато отношение към играта, Гаринча е любимец на публиката. Спечелва си прозвището Радостта на народа. Гаринча пръв въвежда подаване на топката към противника при контузен негов играч. Гаринча обикновено играе на поста дясно крило с номер 7.

### Извън терена
Гаринча участва в няколко тежки пътни инцидента, включително и по негова вина. През април 1969 г. при катастрофа с камион загива тъща му. През март 1966 г. сключва скандален брак с известната тогава бразилска певица Елза Соарес, който продължава до 1977 г.

### Смърт
Гаринча умира от цироза на черния дроб. Той е хоспитализиран 8 пъти през 1982 г. Пеле не присъства на погребението, а заявява: „Не обичам погребения“.

### Уточнение за броя мачове и голове
В англоезичната и немскоезичната уикипедия се посочват мачове с национала – 50, брой голове – 12. В издание на БТА брой 10 от 1998 г. се посочва брой мачове в национала 54. В испано-, португало-, итало- и френскоезичната уикипедия се посочват по-големи цифри. Трябва да се има предвид, че по времето на Гаринча, според тогавашния регламент на ФИФА, отбор на страната домакин, както и настоящият световен шампион не участват в квалификации за световно първенство. Бразилия през 1958 г. е световен шампион и не участва в квалификации за 1962 г. През 1962 г. също е световен шампион, съответно не участва в квалификации за 1966 г. При това положение е по-вероятно Гаринча да има брой мачове в национала 50 / 50 + и 12 гола, както е според англо- и немскоезичната уикипедия, и БТА, отколкото други източници. Също и броят на головете – 12, в официални мачове.

## Успехи
- Световен шампион: 1958, 1962

Бразилия
- Вицешампион на Копа Америка: 1957, 1959
- Купа Бернардо О'Хигинс: 1955, 1959, 1961
- Купа Освалдо Круз: 1960
- Купа Рока: 1960

Ботафого
- Шампион на Кариока: 1957, 1961, 1962
- Турнир Рио – Сао Пауло: 1962, 1964

Коринтианс
- Турнир Рио – Сао Пауло: 1966

Индивидуални успехи
- Голмайстор на Световно първенство: 1962
- ФИФА – Най-добър играч в света: 1962
- Шампионат Кариока – Най-добър играч: 1961, 1962

## Фотогалерия
- На Световното първенство през 1962 година
- Гаринча, Жилмар, Вава и Moseir
- Гаринча с пас към Вава (Финал на Световното първенство през 1958 година)